# SG EWR Rheinhessen-Mainz

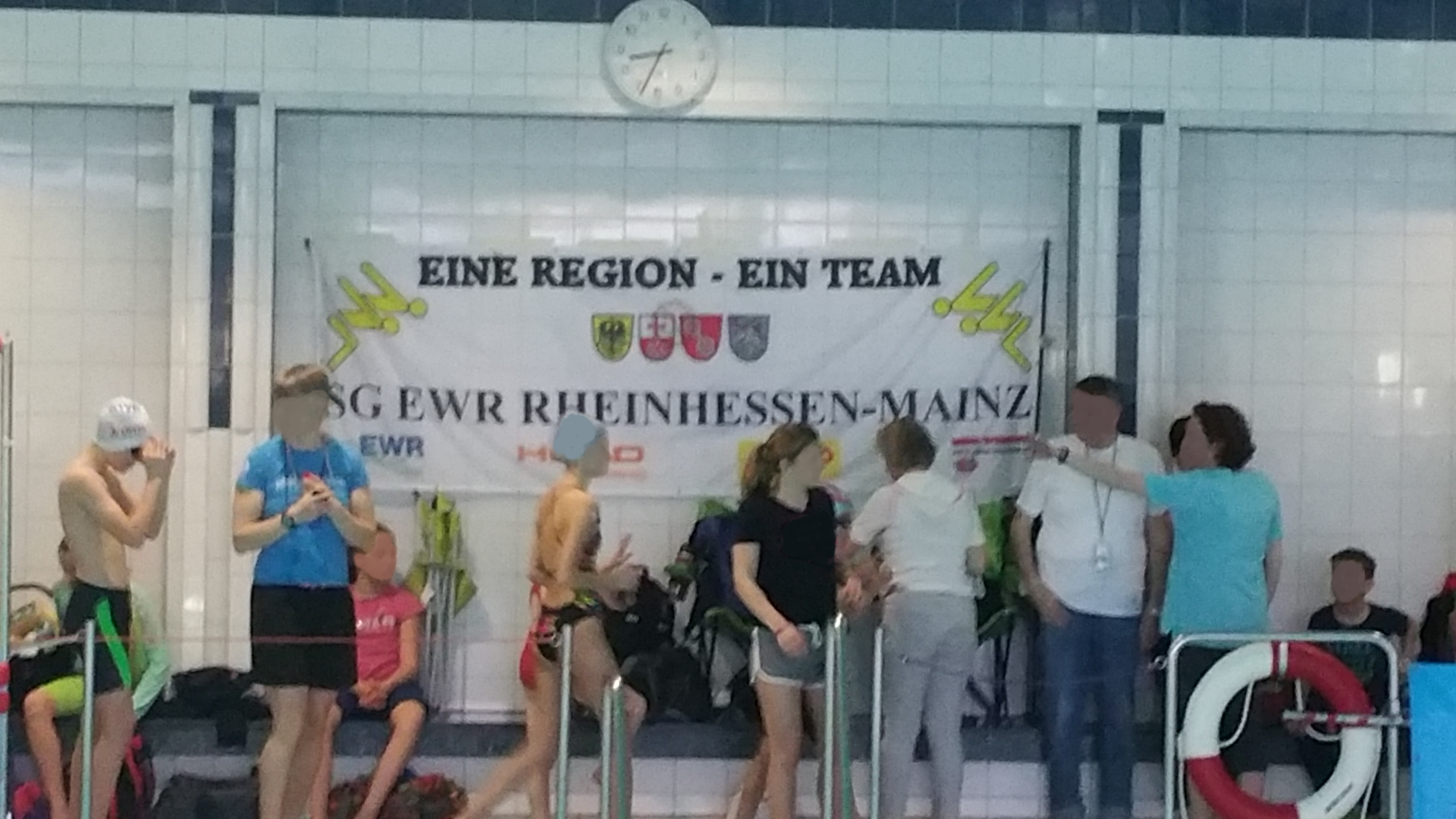
Banner der SG

Die SG EWR Rheinhessen-Mainz ist ein Zusammenschluss der Schwimmabteilungen von fünf Sportvereinen aus Mainz und dem rheinhessischen Umland. Seit 1999 ist Mainz Landesleistungszentrum für Schwimmen in Rheinland-Pfalz.
Die Herrenmannschaft der SG ist seit der Saison 2006/07 in der 1. Bundesliga Schwimmen, die Frauenmannschaft startet in der 2. Bundesliga Süd. 2006 wurde die SG vom Deutschen Olympischen Sportbund mit dem „Grünen Band für vorbildliche Talentförderung im Verein“ ausgezeichnet.

## Vereinsgeschichte
Der im Dezember 1995 zunächst als informelle Trainings- und Startgemeinschaft gegründete Zusammenschluss wurde 2000 in einem neu gegründeten Verein verankert, in dem die Schwimmabteilungen der folgenden Vereine zusammengefasst sind:
- Turnverein 1846 Oppenheim e. V.
- Turnverein 1893 Nieder-Olm e. V.
- DLRG Nieder-Olm/Wörrstadt e. V.
- SSV Bingen e. V.
- Schwimmgemeinschaft Rheinhessen Mainz e. V.

Seit Mai 2002 trägt die SG den Namen ihres Hauptsponsors, der EWR AG, im Vereinsnamen.

## Spitzensport

### Bekannte Schwimmer
Die SG EWR Rheinhessen Mainz ist insbesondere für das Freiwasserschwimmen bekannt. In der vom ehemaligen Weltklasseschwimmer Nikolai Jewsejew – bis Dezember 2008 – geleiteten Langstrecken-Trainingsgruppe trainieren unter anderem die Weltmeisterin und Olympiateilnehmerin Angela Maurer, der mehrfache WM-Medaillengewinner Christian Hein und die EM-Teilnehmerin Johanna Manz. In dieser Gruppe trainiert auch der für Wiesbaden startende WM-Vierte über 25 km, Alexander Studzinski. Angela Maurer ist im Januar 2009 zum SSV Undine 08 e. V. Mainz gewechselt. Seit Januar 2009 ist Lothar Schubert Cheftrainer der SG.

### Training
Die Spitzenschwimmer trainieren im Winter überwiegend in der Traglufthalle des Freibades in Mainz-Mombach und im Sommer primär im Taubertsbergbad in der Nähe des Mainzer Hauptbahnhofs. Für die Sportler der ersten Mannschaft werden täglich ein bis zwei Trainingseinheiten (plus Trockentraining) angeboten.
Darüber hinaus bietet die SG EWR ihren Schwimmerinnen und Schwimmern weitere Trainingsmöglichkeiten in Rheinhessen:
- im Hallenbad "Opptimare" in Oppenheim,
- im Rheinhessenbad in Nieder-Olm und
- in der Rheinwelle in Gau-Algesheim.

## Nachwuchs- und Talentförderung

### Aufbauarbeit
Neben der Arbeit im Spitzensport besitzt die Nachwuchs- und Talentförderung einen besonderen Stellenwert. In Anerkennung der Aufbauarbeit wurde 2014 die SG EWR Rheinhessen Mainz zum Nachwuchsstützpunkt des Deutschen Schwimmverbandes DSV für die Region Rhein-Main ernannt.